# 두 흐름 가설
두 흐름 가설 (two-streams hypothesis)은 시각과 청각의 신경 처리 모델이다. 1992년 데이비드 밀너(David Milner)와 멜빈 구데일(Melvyn A. Goodale)의 논문에서 제시된 이 가설은 인간이 두 가지 별개의 시각 시스템을 가지고 있다고 주장한다. 청각 역시 두 흐름이 있다는 견해가 있다. 시각 정보가 후두엽을 빠져나가고 소리가 음운론적 네트워크를 떠날 때 두 가지 주요 경로, 즉 "흐름"(stream)을 따른다. 배쪽 흐름("무엇 경로"(what pathway)라고도 함)은 물체와 시각적 식별 및 인식과 관련된 측두엽으로 이어진다. 등쪽 흐름(또는 "어디 경로"(where pathway))은 두정엽으로 이어지며, 이는 보는 사람에 대한 물체의 공간적 위치 처리 및 음성 반복과 관련된다.

## 역사
몇몇 연구자들은 이전에도 비슷한 아이디어를 제안했다. 저자들은 로렌스 웨이스크란츠(Lawrence Weiskrantz)의 실명에 대한 연구와 이전의 신경과학적 시각 연구에서 영감을 얻었다.

## 두 가지 시각 시스템
Goodale과 Milner는 해당 모델에 대한 일련의 해부학적, 신경심리학적, 전기생리학적, 행동학적 증거를 축적했다. 그들의 데이터에 따르면 배쪽의 '지각' 흐름('perceptual' stream)은 시각적 입력으로부터 세계의 상세한 지도를 계산하여 인지 작업에 사용될 수 있으며, 등쪽의 '행동' 흐름('action' stream)은 들어오는 시각적 정보를 필수적이며 자기 중심적(머리 중심)인, 숙련된 운동 계획을 위한 좌표계로 변환한다. 이 모델은 또한 시각적 인식이 시야의 다른 개체에 비해 크기 및 위치와 같은 개체의 공간적 속성을 인코딩한다고 가정한다. 즉, 상대적 측정항목과 장면 기반 참조 프레임을 활용한다. 반면 시각적 행동 계획 및 조정은 자기 중심적 기준 프레임을 통해 결정된 절대 측정 기준을 사용하여 관찰자와 관련된 개체의 실제 속성을 계산한다. 따라서 크기 대비가 모호한 장면에 포함된 물체를 향한 쥐는 움직임은 이러한 환상의 효과를 피하는 것으로 나타났다. 이는 환상의 인식과 쥐는 행위의 실행에 서로 다른 기준 및 측정 기준 프레임이 관련되어 있기 때문이다.
Norman은 유사한 이중 프로세스 비전 모델을 제안하고 다른 두 시스템 모델과 일치하는 두 시스템 간의 8가지 주요 차이점을 설명했다.
| 인자        | 배쪽 시스템 (무엇)              | 등쪽 시스템 (어디)             |
| ----------- | ------------------------------- | ------------------------------ |
| 기능        | 인식/식별                       | 시각적으로 안내되는 행동       |
| 감광도      | 높은 공간 주파수 - 세부정보     | 높은 시간적 주파수 - 움직임    |
| 기억        | 장기 저장된 표현                | 매우 단기적인 보관만 가능      |
| 속도        | 상대적으로 느림                 | 비교적 빠르다                  |
| 의식        | 일반적으로 높음                 | 일반적으로 낮음                |
| 참조 프레임 | 동일중심 또는 객체 중심         | 자기중심적이거나 시청자 중심적 |
| 시각적 입력 | 주로 중심와 또는 파라중심와     | 망막을 가로질러                |
| 단안 시력   | 일반적으로 합리적으로 작은 효과 | 종종 큰 효과 (예: 운동 시차)   |

### 등쪽 흐름
등쪽 흐름(dorsal stream)은 행동을 안내하고 물체가 공간에 있는 위치를 인식하는 데 관여하는 것으로 제안되었다. 등쪽 흐름은 일차 시각 피질에서 후두정 피질(posterior parietal cortex)로 돌출된다. 등쪽 흐름이 물체의 공간적 특성에 관한 정보를 처리한다고 생각되었기 때문에 처음에는 "어디" 경로("where" pathway)라고 불렸다. 그러나 나중에 유명한 신경심리학 환자인 환자 DF(Patient DF)를 대상으로 실시된 연구에서는 등쪽 흐름이 조작하려는 물체의 표현을 구성하는 데 필요한 시각적 정보를 처리하는 역할을 담당한다는 사실이 밝혀졌다. 이러한 발견으로 인해 등쪽 흐름의 별명은 "어떻게" 경로("how" pathway)로 업데이트되었다. 등쪽 흐름은 V1에서 측두엽으로 아래쪽으로 흐르는 평행 배쪽 흐름("무엇" 흐름("what" stream))과 상호 연결된다.

#### 일반 기능
등쪽 흐름은 공간 인식 및 행동 안내(예: 손 뻗기)에 관여한다. 여기에는 두 가지 뚜렷한 기능적 특징이 있다. 즉, 시야에 대한 상세한 지도를 포함하고 있으며 움직임을 감지하고 분석하는 데에도 능숙하다.
등쪽 흐름은 후두엽에서 순수한 시각 기능으로 시작하여 두정엽의 끝 부분에서 점차적으로 공간 인식으로 전환된다.
후두정피질(posterior parietal cortex)은 "공간적 관계의 인식과 해석, 정확한 신체 이미지, 공간에서의 신체 조정과 관련된 작업 학습"에 필수적이다.
그것은 개별적으로 기능하는 소엽을 포함한다. 외측 두정내 고랑(LIP)에는 주의가 자극으로 이동하거나 동물이 시각적 자극을 향해 단속 운동(saccade)할 때 향상된 활성화를 생성하는 뉴런과 시각 및 체감각 정보가 통합되는 복측 두정내 고랑(VIP)이 포함되어 있다.

#### 손상이나 병변의 영향
후두정엽 피질의 손상은 다음과 같은 여러 가지 공간 장애를 유발한다.
- 동시실인증 (Simultanagnosia): 환자가 단일 개체만 설명할 수 있는 경우(예: 나무에 대한 숲과 같은 시나리오에서와 같이) 상황에 따른 세부 정보 또는 개체 집합의 구성 요소로 인식할 수 있는 능력이 없다.
- 시각 운동실조 (Optic ataxia): 환자가 팔 움직임을 안내하기 위해 시공간 정보를 사용할 수 없는 경우.
- 편측 공간 무시 (Hemispatial neglect): 환자가 반대측 공간 절반을 인식하지 못하는 경우(즉, 왼쪽 시야에 있는 사물을 인식하지 못하고 오른쪽 시야에 있는 물체에만 초점을 맞추거나 인식하지 못하는 것처럼 보이는 경우) 한 시야에 있는 사물을 다른 시야에서 인식할 때). 예를 들어, 이 장애가 있는 사람은 시계를 그린 다음 얼굴 한쪽에 12개의 숫자를 모두 표시하고 그림이 완성된 것으로 간주할 수 있다.
- 무운동증 (Akinetopsia): 움직임을 인지하지 못하는 현상.
- 실행증 (Apraxia): 근육 장애 없이 임의적 또는 의지적 움직임을 생성할 수 없음.

### 배쪽 흐름
배쪽 흐름 (ventral stream)은 물체 인식 및 형태 표현과 관련이 있다. "무엇" 흐름("what" stream)이라고도 설명되는 이 흐름은 내측 측두엽(장기 기억과 관련됨), 변연계(감정을 제어함) 및 등쪽 흐름(물체 위치 및 동작을 처리함)과 강력하게 연결되어 있다.
복측 경로란 일차 시각 피질에서 하측두피질로 가는 경로를 말한다. 복측 경로는 배측 경로에 비해 상세하고 색깔이 포함된 정보를 전달하지만, 속도는 더 느리다.
배쪽 흐름은 시상의 외측 슬상핵의 세포내 세포(parvocellular cell. 거대세포(magnocellular cell)와 반대) 층에서 주요 입력을 받는다. 이들 뉴런은 V1 하위층 4Cβ, 4A, 3B 및 2/3a에 연속적으로 투영된다. 거기에서 배쪽 경로는 V2와 V4를 거쳐 하측두엽 영역, 즉 PIT(후측 하측두엽), CIT(중앙 하측두엽) 및 AIT(전측 하측두엽)로 이동한다. 각 시각적 영역에는 시각적 공간의 전체 표현이 포함된다. 즉, 수용 영역이 함께 전체 시야를 나타내는 뉴런을 포함한다. 시각 정보는 일차 시각 피질을 통해 배쪽 흐름으로 들어가고 나머지 영역을 순차적으로 통과한다.
V1에서 AIT로 스트림을 따라 이동하면 수용 필드의 크기, 대기 시간 및 튜닝의 복잡성이 증가한다. 예를 들어, 최근 연구에 따르면 V4 영역은 인간의 색상 인식을 담당하고 V8(VO1) 영역은 모양 인식을 담당하며, 이들 영역과 해마주위 피질 사이에 위치한 VO2 영역은 정보를 통합하는 것으로 나타났다. 자극의 색상과 모양을 전체적인 이미지로 표현한다.
배쪽 흐름의 모든 영역은 수용 영역의 자극 특성 외에도 망막외 요인의 영향을 받는다. 이러한 요인에는 주의력, 작업 기억, 자극 현저성이 포함된다. 따라서 배쪽 흐름은 시각적 세계의 요소에 대한 설명을 제공할 뿐만 아니라 이러한 요소의 중요성을 판단하는 데에도 중요한 역할을 한다.
배쪽 흐름의 손상으로 인해 얼굴을 인식하거나 얼굴 표정을 해석할 수 없게 된다.

## 두 개의 청각 시스템

### 배쪽 흐름

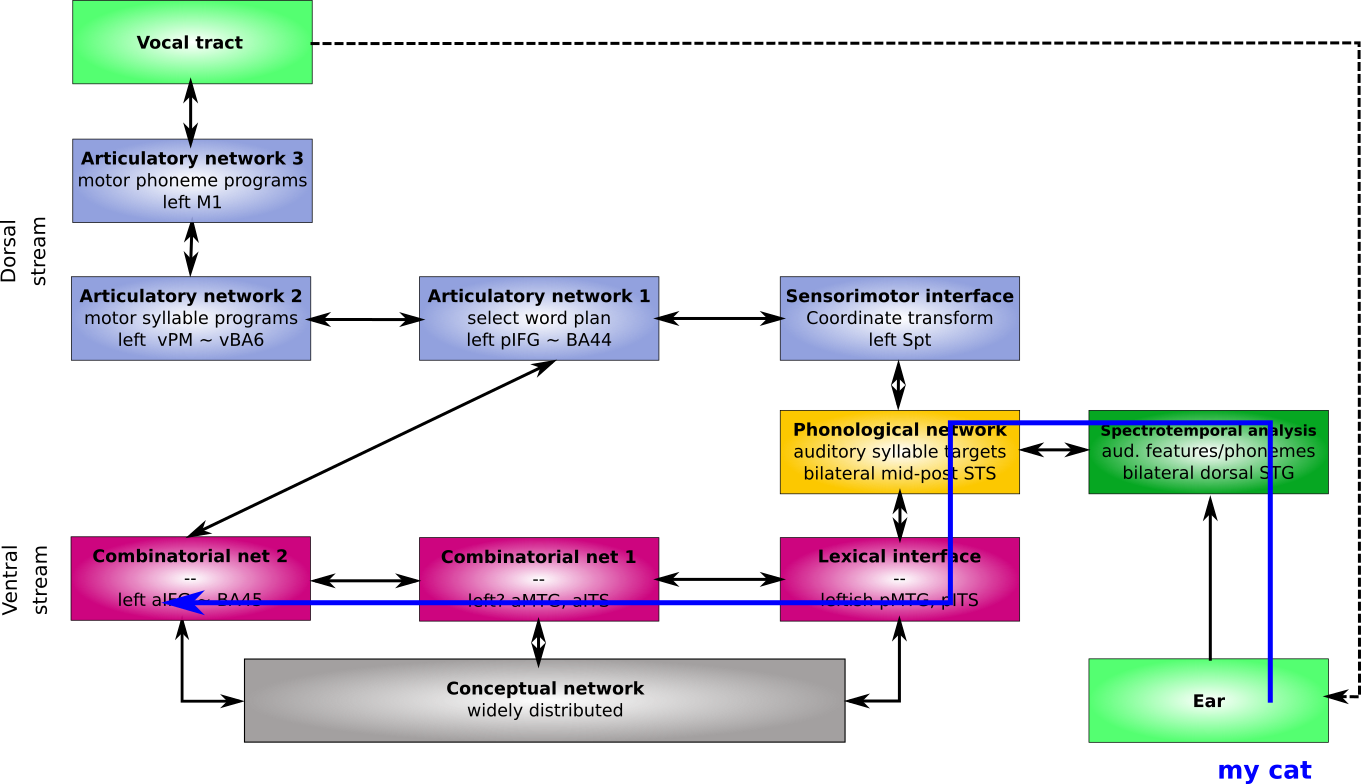
Hickok과 Poeppel의 이중 경로 모델의 확장 버전에서 '나의 고양이'라는 문구에 대한 이해

시각 처리에 중요한 시각 배쪽 경로와 함께 일차 청각 피질에서 나타나는 배쪽 청각 경로도 있다. 이 경로에서 음소는 음절 및 환경음보다 나중에 처리된다. 그런 다음 정보는 중간 측두이랑과 측두극에서 시각 배쪽 흐름과 합류한다. 여기서 청각적 대상은 시청각 개념으로 변환된다.

### 등쪽 흐름
청각 등쪽 경로의 기능은 청각 감각 표현을 조음 운동 표현에 매핑하는 것이다. Hickok & Poeppel은 "말하는 법을 배우는 것은 본질적으로 운동 학습 작업이기 때문에 청각 등쪽 경로가 필요하다고 주장한다. 이에 대한 주요 입력은 감각, 특히 언어이다. 따라서 인스턴스를 코딩하고 유지하는 신경 메커니즘이 있어야 한다. 소리가 정확하게 재현될 수 있도록 이러한 감각 추적을 사용하여 음성 제스처 조정을 안내할 수 있다."

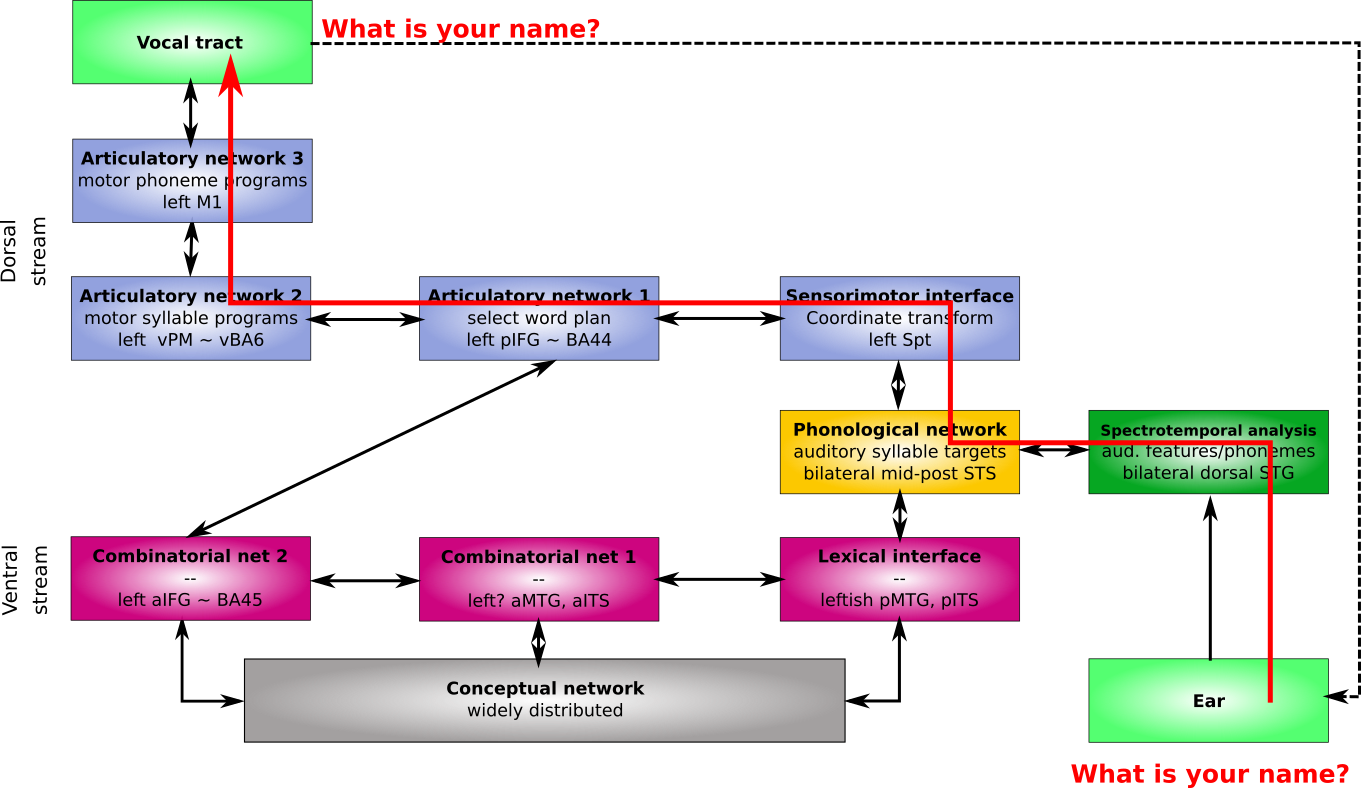
Hickok과 Poeppel의 이중 경로 모델의 확장 버전에서 '이름이 뭐예요?'라는 문구가 반복

## 비판
Goodale & Milner의 혁신은 객체 위치 대 속성과 같은 입력 구별에 대한 강조에서 행동, 인식 또는 행동에 대한 비전의 기능적 관련성에 대한 강조로 관점을 전환한 것이다. 그러나 지난 20년 동안의 경험적 연구를 통해 얻은 현대적 관점은 단순히 기능을 두 가지 흐름으로 분리하는 것보다 더 복잡한 설명을 제공한다. 예를 들어 최근의 실험 연구에서는 이러한 발견에 이의를 제기하고 인식과 행동에 대한 환상의 영향 사이의 명백한 분리가 주의력, 작업 요구 사항 및 기타 혼란의 차이로 인한 것이라고 제안했다. 그러나 쉽게 무시할 수 없는 다른 경험적 발견이 있는데, 이는 잡기와 같은 숙련된 행동이 그림 환상의 영향을 받지 않는다는 생각을 강력하게 뒷받침한다.

## 같이 보기
- 뇌의 언어 처리
- 지각을 위한 시각과 행동을 위한 시각
- 시각적 기억
- 시각 겉질
- 시각 시스템
- 대세포
- Tectopulvinar 통로
- 청각 시스템
- 객체인식(인지과학)
- 내측상측측두엽 영역
- 활형근막
- 후두엽
- 측심수핵
- Pulvinar 핵
- 팬텀 윤곽선
- 파라솔 셀
- 구조적 실행증
- 등쪽 흐름 경로 (dorsal stream pathway)
- 가쪽무릎핵
- 맹시
- 먼지세포성 세포

## 참조
1. ↑  Eyesenck MW, Keane MT (2010). 《Cognitive Psychology: A Student's Handbook》. Hove, UK: Psychology Press.
2. 1 2  Goodale MA, Milner AD (1992). “Separate visual pathways for perception and action”. 《Trends Neurosci.》 15 (1): 20–5. doi:10.1016/0166-2236(92)90344-8. PMID 1374953. S2CID 793980.
3. ↑  Hickok, Gregory; Poeppel, David (2007년 4월 13일). “The cortical organization of speech processing”. 《Nature Reviews Neuroscience》 8 (5): 393–402. doi:10.1038/nrn2113. ISSN 1471-003X.
4. ↑  Aglioti S, DeSouza JF, Goodale MA (1995). “Size-contrast illusions deceive the eye but not the hand.”. 《Curr. Biol.》 5 (6): 679–85. doi:10.1016/S0960-9822(95)00133-3. PMID 7552179. S2CID 206111613.
5. ↑  Norman J. (2002). “Two visual systems and two theories of perception: An attempt to reconcile the constructivist and ecological approaches”. 《Behav Brain Sci》 25 (1): 73–144. doi:10.1017/s0140525x0200002x. PMID 12625088.
6. ↑  Mark F Bear; Barry Connors; Michael Paradiso (2007). 《Neuroscience: Exploring the Brain》. Hagerstown, MD: Lippincott Williams & Wilkins. ISBN 978-0-7817-6003-4.
7. ↑  Lamme, Victor AF; Supèr, Hans; Spekreijse, Henk (1998). “Feedforward, horizontal, and feedback processing in the visual cortex”. 《Current Opinion in Neurobiology》 8 (4): 529–535. doi:10.1016/S0959-4388(98)80042-1. PMID 9751656. S2CID 1499090.
8. ↑  Kozlovskiy, Stanislav; Rogachev, Anton (2021). “How Areas of Ventral Visual Stream Interact When We Memorize Color and Shape Information”. 《Advances in Intelligent Systems and Computing》 (Springer-Nature) 1358 (95–100): 95–100. doi:10.1007/978-3-030-71637-0_10. ISBN 978-3-030-71636-3. ISSN 2194-5357. S2CID 234902744.
9. ↑  “Impairment of vision due to damage to the brain”. 《www.ssc.education.ed.ac.uk》.
10. ↑  Hickok, Gregory; Poeppel, David (2007년 4월 13일). “The cortical organization of speech processing”. 《Nature Reviews Neuroscience》 8 (5): 393–402. doi:10.1038/nrn2113. ISSN 1471-003X. PMID 17431404. S2CID 6199399.
11. ↑  DeWitt, I.; Rauschecker, J. P. (2012년 2월 1일). “Phoneme and word recognition in the auditory ventral stream”. 《Proceedings of the National Academy of Sciences》 109 (8): E505–E514. Bibcode:2012PNAS..109E.505D. doi:10.1073/pnas.1113427109. ISSN 0027-8424. PMC 3286918. PMID 22308358.
12. ↑  Gow, David W. (June 2012). “The cortical organization of lexical knowledge: A dual lexicon model of spoken language processing”. 《Brain and Language》 121 (3): 273–288. doi:10.1016/j.bandl.2012.03.005. ISSN 0093-934X. PMC 3348354. PMID 22498237.
13. ↑  Hickok, Gregory (2012). “The cortical organization of speech processing: Feedback control and predictive coding the context of a dual-stream model”. 《Journal of Communication Disorders》 45 (6): 393–402. doi:10.1016/j.jcomdis.2012.06.004. PMC 3468690. PMID 22766458.
14. ↑  Milner, AD.; Goodale, MA. (February 2008). “Two visual systems re-viewed”. 《Neuropsychologia》 46 (3): 774–85. doi:10.1016/j.neuropsychologia.2007.10.005. PMID 18037456. S2CID 1475566.
15. ↑  Franz VH, Gegenfurtner KR, Bülthoff HH, Fahle M (2000). “Grasping visual illusions: no evidence for a dissociation between perception and action.”. 《Psychol. Sci.》 11 (1): 20–5. doi:10.1111/1467-9280.00209. PMID 11228838. S2CID 6461170.
16. ↑  Franz VH, Scharnowski F, Gegenfurtner KR (2005). “Illusion effects on grasping are temporally constant not dynamic.”. 《J Exp Psychol Hum Percept Perform》 31 (6): 1359–78. doi:10.1037/0096-1523.31.6.1359. PMID 16366795.
17. ↑  Ganel T, Goodale MA (2003). “Visual control of action but not perception requires analytical processing of object shape”. 《Nature》 426 (6967): 664–7. Bibcode:2003Natur.426..664G. doi:10.1038/nature02156. PMID 14668865. S2CID 4314969.
18. ↑  Ganel T, Tanzer M, Goodale MA (2008). “A double dissociation between action and perception in the context of visual illusions: opposite effects of real and illusory size.”. 《Psychol. Sci.》 19 (3): 221–5. doi:10.1111/j.1467-9280.2008.02071.x. PMID 18315792. S2CID 15679825.
19. ↑  Cardoso-Leite, Pedro; Gorea, Andrei (2010). “On the Perceptual/Motor Dissociation: A Review of Concepts, Theory, Experimental Paradigms and Data Interpretations”. 《Seeing and Perceiving》 23 (2): 89–151. doi:10.1163/187847510X503588. PMID 20550823.
20. ↑  Goodale MA. (2011). “Transforming vision into action.”. 《Vision Res.》 51 (14): 1567–87. doi:10.1016/j.visres.2010.07.027. PMID 20691202.